# Joachim Kähler
Joachim Kähler (* 19. Dezember 1958 in Neuruppin) ist ein deutscher evangelischer Theologe und Mitbegründer der Sozialdemokratischen Partei in der DDR (SDP)

## Leben und Wirken
Joachim Kähler wuchs in einer evangelischen Pfarrersfamilie in Lindow (Mark) und in Teltow auf.
Von 1975 bis 1977 machte er eine Lehre als Tischler. Den Wehrdienst mit der Waffe verweigerte er. Von 1977 bis 1978 arbeitete er im Jugendrüstzeitheim Hirschluch in Storkow (Mark).
Joachim Kähler studierte von 1978 bis 1983 Theologie an der Wilhelm-Pieck-Universität Rostock und an der Martin-Luther-Universität Halle (Saale). Nach dem Studium absolvierte er sein Vikariat in Halle-Neustadt, das er mit dem Besuch des Predigerseminars in Lutherstadt Wittenberg abschloss.
Seine erste Pfarrstelle hatte er in Schwante (1985–1991), damals Kreis Oranienburg, heute Oberhavel.
Er war der Gastgeber zur Gründung der Sozialdemokratischen Partei (SDP) in der DDR und Gründungsmitglied der SDP am 7. Oktober 1989. In Schwante gründeten 43 Oppositionelle die SDP. Seine Aktivitäten in dieser Zeit der friedlichen Revolution waren u. a.: erster Vorsitzender der Initiativgruppe zur Gründung eines Kreisverbandes in Oranienburg der SDP und erster Vorsitzender der Initiativgruppe zur Gründung eines Bezirksverbandes in Potsdam.
Nach der Zeit in Schwante ging er nach Berlin in die Pfarrstelle an der Immanuelkirche im Prenzlauer Berg (1992–1996), es folgten Pfarrstellen in Halberstadt (1996–2003) und Stendal (2003–2018). Von 2018 bis Dezember 2021 leitete er die Evangelische Heimvolkshochschule Alterode. 2022 ist er in den Ruhestand eingetreten.